# Romonan
Romonan (Rowanans, Ro-mo-nans, Romanons), ogranak ili pleme Costanoan Indijancima nekad nastanjen na poluotoku San Francisco u Kaliforniji. Ponewkad ih uključuju u skupinu Costaños. Zajedno sa srodnim skupinama Ahwaste, Altahmo, Olhon i Tulomo bili su pod utjecajem misije Dolores. Govorili su istoimenim jezikom, članom porodice Costanoan. 

## Vanjske poveznice
- History of Dolores Mission